# Starkern
Starkern (mundartl.: Stoakern) ist ein Ortsteil der Gemeinde Tyrlaching im oberbayerischen Landkreis Altötting.

## Lage
Die Einöde Starkern liegt etwa zwei Kilometer nordwestlich von Tyrlaching.

## Geschichte
Der Name der Einöde bezeichnet ein Gehöft eines Mannes mit dem Namen Starchant. Das Bauernhaus des ehemaligen Vierseithofes steht unter Denkmalschutz. 